# Custinne
Pour l’article ayant un titre homophone, voir Custine.
Custinne [kystin] (en wallon Custene) est une section et un village de la commune belge de Houyet située en Région wallonne dans la province de Namur.

## Géographie

### Hameaux
- Ver.
- Payenne.

## Évolution démographique
- Source: DGS, 1831 à 1970=recensements population, 1976= habitants au 31 décembre

## Histoire
Le fief de Custine appartenait à l'ancien comté de Rochefort. Un certain Pierre de Custine, fils de Jehan de Custine, est né en 1407 et est mort en 1432. Il a épousé en 1429 Ermengarde de Lombut, et a pris possession du château de Lombut, en Ardennes. Son petit-fils, Colard de Custine de Lombut, épouse en 1467 Marguerite de Villy, qui possède la seigneurie de Villy et celle d'Auflance. Les Custine s'installent au château d'Auflance. Une des branches issues de cette famille a possédé en Lorraine le fief de Condé-sur-Moselle, près de Nancy, qui fut rebaptisé Custine au XVIIIe siècle. Elle a compté ultérieurement dans ses descendants un général de l'armée révolutionnaire, Adam Philippe de Custine, finalement guillotiné.
Custinne était une commune à part entière avant la fusion des communes de 1977.

## Économie

### Voies de communication
Le viaduc de Custinne sur l'autoroute Namur-Luxembourg (E411) enjambe la vallée de L'Iwoigne.